# Country Club El Jagüel
Country Club El Jagüel es una localidad ubicada en la Provincia de Buenos Aires, Argentina, perteneciente al Partido del Pilar.
Esta distinguida urbanización en las afueras de la ciudad está formada por 15  hectáreas de pura naturaleza distribuidas en 207 lotes de 450 de superficie. Cuenta con seguridad las 24 horas y control de acceso. El club house es el lugar de desarrollo de actividades sociales y recreativas, donde culminan momentos únicos entre familias y amigos. En el área deportiva, exclusiva para los residentes, posee dos canchas de tennis, cancha de fútbol, cancha de paddle y cancha de golf con 6 hoyos. En infraestructura de servicio cuenta con electricidad, gas natural y teléfono.

## Población
Junto a las localidades de Pavón, El Remanso y Parada Robles suman 8,008 habitantes (Indec, 2010), y representando un incremento del 68% frente a los 4,761 habitantes (Indec, 2001) del censo anterior.
La localidad en sí, contaba con 134 habitantes (Indec, 2001) en el censo anterior.